# ÖFB-Cup 1971-1972
La ÖFB-Cup 1971-1972 è stata la 38ª edizione della coppa nazionale di calcio austriaca.

## Ottavi di finale
| Squadra 1            | Risultato       | Squadra 2            |
| -------------------- | --------------- | -------------------- |
| 26 ottobre 1971      |                 |                      |
| Schwarz-Weiß Bregenz | 1 - 3           | Austria Vienna       |
| 4 dicembre 1971      |                 |                      |
| Simmering            | 0 - 1           | Eisenstadt           |
| Rapid Vienna         | 6 - 1           | Sturm Graz           |
| VÖEST Linz           | ? - ? (6-5 dtr) | SSW Innsbruck        |
| Wiener SC            | 3 - 0           | Rapid Lienz          |
| 5 dicembre 1971      |                 |                      |
| Austria Salisburgo   | 3 - 1 (dts)     | Donawitzer SV Alpine |
| Wienerberg           | 1 - 0           | Admira/Wacker        |
| 26 febbraio 1972     |                 |                      |
| First Vienna         | 2 - 1           | Wiener AC            |

## Quarti di finale
| Squadra 1      | Risultato         | Squadra 2          |
| -------------- | ----------------- | ------------------ |
| 4 marzo 1972   |                   |                    |
| Austria Vienna | 2 - 1             | First Vienna       |
| Rapid Vienna   | 3 - 1             | VÖEST Linz         |
| 5 marzo 1972   |                   |                    |
| Wiener SC      | 2 - 0             | Eisenstadt         |
| 13 marzo 1972  |                   |                    |
| Wienerberg     | 0:3 Wert. - (dts) | Austria Salisburgo |

## Semifinale
| Squadra 1     | Risultato   | Squadra 2          |
| ------------- | ----------- | ------------------ |
| 2 maggio 1972 |             |                    |
| Wiener SC     | 3 - 1 (dts) | Austria Salisburgo |
| 3 maggio 1972 |             |                    |
| Rapid Vienna  | 6 - 2       | Austria Vienna     |

## Finale
| Squadra 1      | Risultato   | Squadra 2    |
| -------------- | ----------- | ------------ |
| 17 maggio 1972 |             |              |
| Wiener SC      | 2 - 1       | Rapid Vienna |
| 3 giugno 1972  |             |              |
| Rapid Vienna   | 3 - 1 (dts) | Wiener SC    |